# Shortparis
Shortparis ist eine experimentelle Post-Punk-Band aus Sankt Petersburg.

## Geschichte
Die aus dem sibirischen Nowokusnezk stammenden Musiker Nikolai Komyagin, Alexander Ionin und Pavel Lesnikov zogen 2010 gemeinsam nach Sankt Petersburg und gründeten dort im Jahr 2012 Shortparis, nachdem sie bereits vorher in verschiedenen musikalischen Projekten zusammengearbeitet hatten. Später stießen Danila Kholodkov und Alexander Galyanov dazu und komplettierten die Band.
Mit Дочери erschien im Jahr darauf das erste Album als Selbstveröffentlichung. Trotz des russischsprachigen Titels beinhaltet das Album ausschließlich Songs in englischer und französischer Sprache. Auf dem 2017 erschienenen Nachfolgealbum Пасха sind – mit Ausnahme der B-Seiten – dagegen nur Songs in russischer Sprache zu finden, was ebenso für alle danach veröffentlichten Alben gilt.
Im Jahr 2018 hatte die Band einen kurzen Auftritt in Kirill Serebrennikows Film Leto. In der Szene spielten die Mitglieder David Bowies Song All The Young Dudes.
Der Titel des 2019 erschienenen Albums Как закалялась сталь bezieht sich auf den Roman des Schriftstellers Nikolai Alexejewitsch Ostrowski. Es ist zudem das erste Shortparis-Album, das auf dem Label Universal Music Russia veröffentlicht wurde.
Die Band spielt seit 2016 auch Konzerte in Europa und wurde einem größeren Publikum außerhalb Russlands unter anderem durch Auftritte bei Festivals wie etwa dem Pop-Kultur Festival 2018, dem OFF Festival 2018 oder dem Haldern Pop Festival 2018 & 2022 bekannt.
Die im Juni 2022 erschienene EP Зов Озера setzt sich aus insgesamt sechs Songs zusammen, die alle für das in Moskau aufgeführte Theaterstück Берегите ваши лица geschrieben wurden.

## Stil
Der Stil der Band zeichnet sich vor allem durch Darstellungen von Gewalt und totalitärer sowie militärischer Ästhetik aus.
Die Band gab 2018 an, ihre Musik und die Texte statt als politisch eher als sozialkritisch verstanden wissen zu wollen. In den die Songs begleitenden Musikvideos wird teils mit widersprüchlicher Symbolik gearbeitet, teils wird aber auch Bezug auf reale Ereignisse genommen. Im Videoclip zum Song Страшно etwa betreten die Bandmitglieder als Terroristen verkleidet die Turnhalle einer Schule, was an die Geiselnahme von Beslan erinnert, im Verlauf des Videos allerdings in eine Party mündet, wodurch die erwarteten Gewaltszenen ins Gegenteil verkehrt werden.
Mit dem Musikvideo zu Яблонный Сад bezogen die Mitglieder 2022 direkt Stellung gegen den Angriff Russlands auf die Ukraine und arbeiteten mit einem Veteranenchor zusammen, dessen Mitglieder während des Zweiten Weltkriegs gegen Deutschland kämpften. Aufgrund gegensätzlicher Ansichten zum Text des Songs entschieden sich jedoch einige Chormitglieder gegen eine Beteiligung an den Aufnahmen.
Als Einflüsse nennen die Musiker u. a. die Düsseldorfer Band Deutsch Amerikanische Freundschaft, US-amerikanischen Punk sowie die futuristische und surrealistische Avantgarde.

## Diskografie

### Alben
| Jahr | Titel im Original    | Übersetzter Titel            |
| ---- | -------------------- | ---------------------------- |
| 2013 | Дочери               | Töchter                      |
| 2017 | Пасха                | Ostern                       |
| 2019 | Так Закалялась Сталь | Wie der Stahl gehärtet wurde |
| 2021 | Яблонный сад         | Apfelgarten                  |

### Singles und EPs
| Jahr | Titel im Original                      | Übersetzter Titel                                         |
| ---- | -------------------------------------- | --------------------------------------------------------- |
| 2012 | Amsterdam                              |                                                           |
| 2013 | The Daughters                          | Die Töchter                                               |
| 2015 | Новокузнецк                            | Nowokusnezk                                               |
| 2015 | Ma Russie                              | Mein Russland                                             |
| 2017 | ТуТу                                   | Tutu                                                      |
| 2018 | Стыд                                   | Scham                                                     |
| 2018 | Страшно                                | Entsetzlich                                               |
| 2020 | КоКоКо / Cтруктуры не выходят на улицы | GackGackGack / Strukturen gehen nicht raus auf die Straße |
| 2021 | Говорит Москва                         | Moskau spricht                                            |
| 2022 | Зов озера                              | Der Ruf des Sees                                          |
| 2022 | НОВОЕ НОВОЕ                            | DAS NEUE NEU                                              |
| 2023 | О, как небо черно / Шире Волги         | Oh, wie ist der Himmel schwarz / Breiter als die Wolga    |
| 2023 | В первый раз                           | Zum ersten Mal                                            |
| 2023 | Чувства Анны                           | Annas Gefühle                                             |
| 2023 | Гроздья гнева                          | Früchte des Zorns                                         |
| 2025 | Родная земля (OST Limonov: The Ballad) | Heimaterde                                                |

## Auszeichnungen
Bei den Jager Music Awards 2019 in Moskau wurde Shortparis als Band des Jahres ausgezeichnet. Der Song Страшно gewann einen Preis als beste Single des Jahres, während das dazugehörige Musikvideo in der Kategorie für das Video des Jahres siegte.